# Batalla de Clídion
La batalla de Clídion, dita igualment batalla de Belassitsa, fou un fet d'armes esdevingut prop de Kliutx (al sud-oest de l'actual Bulgària) el 29 de juliol del 1014 entre l'Imperi Romà d'Orient i l'Imperi Búlgar.

## Antecedents
Va ser la culminació de la lluita gairebé mig segle entre l'emperador romà d'Orient Basili II i l'emperador búlgar Samuel de Bulgària al final del segle x i principis del segle xi. El resultat va ser una victòria decisiva de l'Imperi Romà d'Orient.

## Batalla
La batalla va tenir lloc a la vall entre les muntanyes de Belassitsa i Ograjden, prop de la moderna ciutat búlgara de Kliutx. La trobada decisiva es va produir el 29 de juliol amb un atac a la part posterior per una força sota el general romà d'Orient Nicèfor Xífies, que s'havia infiltrat en les posicions búlgares. La batalla consegüent va ser una gran derrota per als búlgars. Els soldats búlgars van ser capturats i cegats per ordre de Basili II, que posteriorment seria conegut com a «matabúlgars». Samuel va sobreviure a la batalla, però va morir dos mesos més tard d'un atac al cor, segons sembla, provocat per la vista dels seus soldats cecs.

## Conseqüències
Encara que el compromís no va significar la fi del Primer Imperi Búlgar, la Batalla de Clídion va reduir la seva capacitat de resistir els avenços romans d'Orient i es pot considerar la trobada crucial de la guerra amb l'Imperi Romà d'Orient. Els hereus de Samuel no van poder repel·lir l'avanç romà d'Orient i, en 1018, l'Imperi búlgar va ser finalment destruït per Basili II.